# 圖書資訊學系
圖書資訊學系（Department of Library and Information Science），或稱圖書資訊學院、图书馆学專業，是大學的一門教學單位，屬於圖書資訊學教育的一環。

## 列表

### 美國
- 阿拉巴马大学傳播與資訊科學學院（英语：University of Alabama College of Communication and Information Sciences）圖書資訊研究[1]
- 恩波利亚州立大学圖書資訊管理學院[2]
- 奧克拉荷馬大學圖書資訊研究學院[3]

### 加拿大
- 不列顛哥倫比亞大學圖書資訊研究學院（英语：School of Library and Information Studies at the University of British Columbia）[4]

- 阿爾伯塔大學圖書資訊研究學院（英语：School of Library and Information Studies at the University of Alberta）[5]

### 台灣
獨立系所
- 國立政治大學文學院圖書資訊與檔案學研究所[6]
- 國立臺灣大學文學院圖書資訊學系[7]
- 國立臺灣師範大學學習資訊專業學院圖書資訊學研究所[8]
- 國立中興大學文學院圖書資訊學研究所[9]
- 國立交通大學電機學院、資訊學院碩士在職專班數位圖書資訊組（已於2010年停招）[10]
- 輔仁大學教育學院圖書資訊學系[11]
- 淡江大學文學院資訊與圖書館學系[12]
- 世新大學新聞傳播學院圖書資訊學系（已於2001年改名為「資訊傳播學系」）
- 玄奘大學資訊傳播學院圖書資訊學系（已於2012年停招）

學分班
- 國立中山大學圖書館專業人員在職進修學分班[13]
- 逢甲大學圖書資訊專業學分班[14]

### 中国大陆
- 上海大学图书情报档案系[15]

### 日本
- 筑波大學圖書資訊媒體系[16]
  - 图书馆情报大学[注 2]
- 愛知淑德大學人間情報學科圖書館情報學課程[17]
- 愛知淑德大學文化創造研究科圖書館情報學專修[18]

### 印度
- 马德拉斯大学圖書資訊學系[19]